# József Farkas
József Farkas (* 17. März 1952 in Budapest) ist ein ehemaliger ungarischer Ringer. Er war mehrfacher Medaillengewinner bei Europameisterschaften und Olympiateilnehmer im griechisch-römischen Stil im Schwergewicht.

## Leben
József Farkas begann in Budapest als Jugendlicher mit dem Ringen. Nach ersten Erfolgen wurde er Mitglied des renommierten Sportclubs Vasas SC Budapest. Er konzentrierte sich ganz auf den griechisch-römischen Stil. Als Erwachsener wog er bei einer Größe von 1,92 Metern ca. 100 kg und startete meist im Schwergewicht, aus mannschaftstaktischen Gründen aber auch einige Male im Superschwergewicht (Klasse über 100 kg Körpergewicht), obwohl er dafür eigentlich zu leicht war.
Im Jahre 1972 wurde er in Hvar/Jugoslawien in der Gewichtsklasse bis 87 kg Körpergewicht Junioren-Europameister vor Roman Codreanu aus Rumänien, der in seiner späteren Karriere zu einem Superschwergewichtler von ca. 150 kg Körpergewicht heranwuchs.
Im Jahre 1974 wurde er dann bei der Weltmeisterschaft in Kattowitz erstmals bei den Senioren bei einer internationalen Meisterschaft eingesetzt. Er löste damit den ehemaligen Weltmeister Ferenc Kiss ab, der inzwischen „in die Jahre“ gekommen war. Jozsef Farkas musste in Kattowitz erkennen, dass bei den Senioren noch andere Ringer das Geschehen diktieren. Er gewann dort zwar gegen Markku Virtanen aus Finnland, verlor aber danach gegen Nikolai Balboschin aus der UdSSR und gegen Kamen Losanow Goranow aus Bulgarien, die in jenen Jahren sicher die beiden besten Ringer der Welt in der Schwergewichtklasse im griechisch-römischen Stil waren. Jozsef Farkas landete damit auf dem 8. Platz.
Schon bei der nächsten internationalen Meisterschaft, der Europameisterschaft 1975 in Ludwigshafen am Rhein gewann er seine erste Medaille. Er besiegte dabei im Schwergewicht u. a. Tore Hem aus Norwegen, Christo Ignatow aus Bulgarien und Nicolae Martinescu aus Rumänien, den Olympiasieger von 1972. Gegen Nikolai Balboschin und Fredi Albrecht aus der DDR unterlag er. Er gewann damit aber eine EM-Bronzemedaille. Bei der Weltmeisterschaft 1975 in Minsk war für ihn nach zwei Siegen gegen leichtere Gegner und Niederlagen gegen Andrzej Skrzydlewski aus Polen und Fredi Albrecht nach der 4. Runde Endstation, was den 6. Platz bedeutete.
Im Olympiajahr 1976 war József Farkas zunächst bei der Europameisterschaft in Sankt Petersburg sehr erfolgreich. Er belegte mit Siegen über Caj Malmberg aus Finnland, Refik Memišević aus Jugoslawien und Andrzej Skrzydlewski und einem Unentschieden gegen Tore Hem nach Niederlagen gegen Nikolai Balboschin und Kamen Losanow Goranow einen hervorragenden zweiten Platz, der u. a. auch dadurch zustande kam, weil Nikolai Balboschin verletzungsbedingt frühzeitig ausschied. Bei den Olympischen Spielen in Montreal gelang ihm im Schwergewicht aber nur ein Sieg über den Senegalesen Robert Ndiaye. Niederlagen gegen Fredi Albrecht und Nikolai Balboschin warfen ihn schon nach der dritten Runde aus dem Wettbewerb. Er belegte schließlich den 7. Platz.
1977 verpasste József Farkas bei der Europameisterschaft in Bursa mit einem 4. Platz im Schwergewicht knapp eine Medaille. Er gewann dort u. a. gegen Heinz Schäfer aus der BRD und unterlag wieder einmal gegen Nikolai Balboschin. Die Medaille verspielte er im Kampf gegen den Bulgaren Georgi Rajkow, denn er wurde gemeinsam mit diesem wegen Passivität disqualifiziert. Bei der Weltmeisterschaft dieses Jahres in Göteborg verlor er gegen den schwedischen Ex-Weltmeister Per Svensson und überraschenderweise gegen den US-Amerikaner Jeff Simons und kam dadurch nur auf den 10. Platz.
Bei der Europameisterschaft 1978 in Oslo genügten ihm dann im Schwergewicht zwei Siege gegen Hans-Günter Klein aus der BRD und Tore Hem zum Gewinn einer weiteren Bronzemedaille, während er bei der Weltmeisterschaft 1978 in Mexiko-Stadt zwar wieder Hans-Günter Klein besiegen konnte, gegen Nikolai Balboschin und den Bulgaren Georgi Rajkow aber verlor und damit auf den 6. Platz kam.
Da József Farkas im Jahre 1979 in Ungarn von Tamás Gáspár in der Schwergewichtsklasse als bester ungarischer Ringer verdrängt wurde, musste er bei der Weltmeisterschaft 1979 in San Diego und bei den Olympischen Spielen 1980 in Moskau im Superschwergewicht an den Start gehen, obwohl er dafür mit etwas mehr als 100 kg Körpergewicht eigentlich zu leicht war. Bei der Europameisterschaft 1980 in Prievidza, bei der Tamás Gáspár pausierte, war er aber noch einmal im Schwergewicht am Start und gewann dort mit Siegen über Oldřich Dvořák aus der Tschechoslowakei und Hans-Günter Klein eine weitere Bronzemedaille. In San Diego und in Moskau landete er jeweils auf dem undankbaren 4. Platz und verpasste damit beide Male knapp die Medaillenränge. Bei beiden Veranstaltungen wurde er dabei nur von den vielfachen Weltmeistern Alexandar Tomow aus Bulgarien bzw. Oleksandr Koltschynskyj aus der UdSSR geschlagen.

## Internationale Erfolge
| Jahr | Platz | Wettbewerb                      | Gewichtsklasse | |
| ---- | ----- | ------------------------------- | -------------- | --- |
| 1972 | 1.    | Junioren-EM in Hvar/Jugoslawien | über 87 kg KG  | vor Roman Codreanu, Rumänien u. Nikolai Nikolow, Bulgarien |
| 1974 | 8.    | WM in Kattowitz                 | Schwer         | mit einem Sieg über Markku Virtanen, Finnland u. Niederlagen gegen Nikolai Balboschin, UdSSR u. Kamen Losanow Goranow, Bulgarien                                                                                           |
| 1975 | 3.    | EM in Ludwigshafen am Rhein     | Schwer         | mit Siegen über Tore Hem, Norwegen, Zdenek Chara, ČSSR, Christo Ignatow, Bulgarien u. Nicolae Martinescu, Rumänien u. Niederlagen gegen Fredi Albrecht, DDR u. Nikolai Balboschin                                          |
| 1975 | 6.    | WM in Minsk                     | Schwer         | mit Siegen über Karlo Danji, Jugoslawien u. Yosunari Akiyama, Japan u. Niederlagen gegen Andrzej Skrzydlewski, Polen u. Fredi Albrecht                                                                                     |
| 1976 | 2.    | EM in Leningrad                 | Schwer         | mit Siegen über Caj Malmberg, Finnland, Refik Memišević, Jugoslawien u. Andrzej Skrzydlewski, einem Unentschieden gegen Tore Hem u. Niederlagen gegen Kamen Losanow Goranow u. Nikolai Balboschin                          |
| 1976 | 7.    | OS in Montreal                  | Schwer         | mit einem Sieg über Robert Ndiaye, Senegal u. Niederlagen gegen Fredi Albrecht u. Nikolai Balboschin |
| 1977 | 4.    | EM in Bursa                     | Schwer         | mit Siegen über Ibrahim Kumas, Türkei u. Heinz Schäfer, BRD u. einer Niederlage gegen Nikolai Balboschin; im Kampf Farkas gegen Georgi Rajkow, Bulgarien, wurden beide Ringer wegen Passivität disqualifiziert             |
| 1977 | 10.   | WM in Göteborg                  | Schwer         | nach Niederlagen gegen Per Svensson, Schweden u. Jeff Simons, USA |
| 1978 | 3.    | EM in Oslo                      | Schwer         | mit Siegen über Hans-Günter Klein, BRD, Tore Hem u. Refik Memišević u. Niederlagen gegen Georgi Rajkow, Bulgarien u. Nikolai Balboschin                                                                                    |
| 1978 | 6.    | WM in Mexiko-Stadt              | Schwer         | mit einem Sieg über Hans-Günter Klein u. Niederlagen gegen Georgi Rajkow u. Nikolai Balboschin |
| 1979 | 4.    | WM in San Diego                 | Superschwer    | mit Siegen über Artur Diaz, Kuba u. Prvoslav Ilić, Jugoslawien u. einer Niederlage gegen Oleksandr Koltschynskyj, UdSSR; im Kampf Farkas gegen Henryk Tomanek, Polen, wurden beide Ringer wegen Passivität disqualifiziert |
| 1980 | 3.    | EM in Prievidza                 | Schwer         | mit Siegen über Oldřich Dvořák, Tschechoslowakei u. Hans-Günter Klein u. Niederlagen gegen Michail Saladse, UdSSR u. Roman Bierła, Polen                                                                                   |
| 1980 | 4.    | OS in Moskau                    | Superschwer    | mit Siegen über Jawdat Jabrah, Syrien u. Prvoslav Ilić u. Niederlagen gegen Alexander Koltschinski u. Alexandar Tomow, Bulgarien                                                                                           |

Anm.: alle Wettbewerbe im griechisch-römischen Stil, OS = Olympische Spiele, WM = Weltmeisterschaft, EM = Europameisterschaft Schwergewicht, damals bis 100 kg, Superschwergewicht, damals über 100 kg Körpergewicht

## Ungarische Meisterschaften
József Farkas wurde in den Jahren 1975, 1976, 1978 und 1980 ungarischer Meister im griechisch-römischen Stil im Schwergewicht.